# کاتیج گرو (اورگن)
کاتیج گرو (به انگلیسی: CottageGrove) شهری در شهرستان لین ایالت اورگن است و در سرشماری سال ۲۰۱۱ میلادی، ۹٬۶۸۶ نفر جمعیت داشته که نسبت به سال ۲۰۱۰، ۰٫۶۱ درصد رشد جمعیت داشته‌است.

## موقعیت جغرافیایی
موقعیت جغرافیایی شهرها و مناطق اطراف به شرح زیر است: